# X̂
X̂ (gemenform: x̂) är den latinska bokstaven X kombinerad med en cirkumflex accent. X̂ är den nionde bokstaven i det aleutiska alfabetet och uttalas [χ] (tonlös uvular frikativa).